# Johann Huser
Johann Huser oder Johannes Huser (* um 1545 im Breisgau, wahrscheinlich Waldkirch; Ende 1600, aber vor dem 8. März 1601 wahrscheinlich in Glogau) war ein Schweizer Arzt und Paracelsist. Er war Herausgeber einer frühen Werkausgabe von Paracelsus und kurfürstlich kölnischer Rat.

## Leben
Huser studierte an der Universität in Freiburg (1561) und Basel (1563/64) Medizin. Bald darauf begann er Paracelsus-Schriften zu sammeln, wobei er mit den schlesischen Paracelsisten Georg Marquard in Glogau und Balthasar Flöter in Sagan in Kontakt stand und 1566 den Paracelsisten Heinrich Wolff in Nürnberg besuchte. Spätestens ab 1575 war er Arzt in Glogau und stand mit dem schlesischen Paracelsisten und Sammler von Paracelsus-Handschriften Johannes Scultetus Montanus in Kontakt, der ihm viele Schriften von Paracelsus zur Verfügung stellte und mit ihm befreundet war. Seit den 1580er Jahren plante er eine Werkausgabe von Paracelsus, worin er vom Kurfürsten und Erzbischof in Köln Ernst von Bayern unterstützt wurde. Huser war dessen Leibarzt und außerdem kurfürstlich kölnischer Rat. 1594 nahm er in Begleitung des Kurfürsten am Reichstag in Regensburg teil und reiste mit Ernst von Bayern nach Prag, wo er Alchemisten im Umkreis von Rudolf II. traf, so Hans Kaper (Carpio) und wahrscheinlich am Treffen von Ernst von Bayern mit Edward Kelley teilnahm. Spätestens 1596 gehörte der Bischof von Breslau Bonaventura Hahn zu seinen Patronen.
Weitere Paracelsisten außer Montanus, die ihm Schriften für die Ausgabe zur Verfügung stellten waren Hans Kilian in der Bibliothek des Pfalzgrafen Philipp Ludwig in Neuburg an der Donau (die er 1586 und 1594 besuchte), Johannes Homelius (Pettau), Helisäus Röslin (Hagenau), Lucas Bathodius (Pfalzburg), Melchior Wiel (Solothurn), Bartholomäus Scultetus (Görlitz), Lorenz Dehn (Augsburg), Johann Hiller (Alchemist in Ansbach und Freund von Oswald Croll) und Franz Kretschmer in Sagan (ebenfalls ein mit Croll befreundeter Alchemist). Er erwähnt diese namentlich in der Danksagung seiner Paracelsus-Ausgabe. Huser stand in Briefkontakt mit Oswald Croll, Kilian, P. L. Messinus (Köln, Lüttich), Karl Rauhenberger, Leonhard Thurneysser (Berlin), Zacharias Wechinger (Sagan), Theodor Zwinger dem Älteren (Basel), Pfalzgraf Philipp Ludwig und mit einem gewissen Brunner in Regensburg.

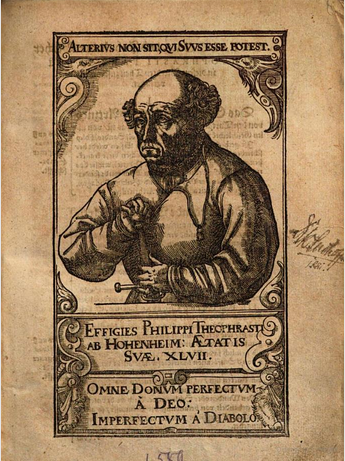
Titelblatt einer Paracelsus-Ausgabe von Huser

Huser gab eine 1589 bis 1591 in Basel erschienene Werkausgabe von Paracelsus heraus, die grundlegend wurde. Er hatte Zugang zu Handschriften, die später verloren gingen. Autografe von Paracelsus sind nicht erhalten. Nach dem Tod von Huser erschienen noch Chirurgische Werke von Paracelsus bei Zetzner in Straßburg, die er ebenfalls noch als Herausgeber in Angriff genommen hatte. Die Ausgabe ist dem Kurfürsten und Erzbischof Ernst von Bayern gewidmet. Unterstützt wurde er spätestens seit 1584 von dem Zeitzer Philosophie- und Medizinstudenten Paul[us] Linck[h].
Schriften von Huser selbst sind nicht bekannt, nur einige Briefe und Hinweise auf Eremitische Bücher in den kopierten Auszügen aus dem Besitz von Adam Haslmayr (abgedruckt bei Joachim Morsius, Nuncius Olympicus, 1626). Er ist einer der Wenigen, die in Oswald Crolls Basilica Chymica ausdrücklich als Quellen erwähnt werden.

## Schriften
Als Herausgeber von Paracelsus (Opera. Bücher und Schriften, so viel deren zur Handt gebracht […].):
- Johannes Huser (1545-ca. 1600) (Hg.): Husersche Quartausgabe (medizinische und philosophische Schriften), Conrad Waldkirch, Basel, 10 Bände, 1589 bis 1591
  - Band 1: In diesem Theil werden begriffen die Bücher, welche von Ursprung und herkommen, aller Kranckheiten handeln in Genere. Conrad Waldkirch, Basel 1589 MDZ

I. Paramirium de quinque ententibus omnium morborum (S. 56). II. Ein anders opus paramirium. III. Liber de generatione hominis (S. 360).
- Band 2: Dieser Theil begreifft fürnemlich die Schrifften, inn denen die Fundamenta angezeigt werde[n], auff welchen die Kunst der rechten Artzney stehe, und auß was Büchern dieselbe gelehrnet werde,  Conrad Waldkirch, Basel 1589 MDZ

I. Das buch paragranum. II. Ein ander paragranum (S. 99). III. Chronica des landes kärnten (S. 150). IV. Defensiones und verantwortungen, wegen etlicher verunglimpffung  seiner mißgönner (S. 158). V. Labyrinthus medicorum errantium, darinen er die bücher anzeigt, aus welchen der artzt seine kunst suchen und lernen soll (S. 191). VI. Das buch vom tartaro, das ist vom ursprung, ursach und heylung des sandts und steins (S. 244). VII. Epistel der landtschafft inn kärnten an theophrastum (S. 341).
- Band 3: Inn diesem Theil werden begriffen deren Bücher ettliche, welche von Ursprung, Ursach und Heylung der Kranckheiten handeln in Specie. Conrad Waldkirch, Basel 1589 MDZ

I. De viribus membrorum … sampt einem fragment de conservatione quatuor elementorum in homine. II. De primis tribus essentibus (S. 15). III. Von ursprung unnd heilung der … pestilentz (S. 24). IV. Ein büchlein von der pestilentz an der statt stertzingen (S. 109). V. Von ursprung unnd ursachen der pestilentz (S. 124). VI. Item andere drey bücher von der pestilentz (S. 150). VII. Ettliche collectanea de peste (S. 196). VIII. De morbis ex tartaro. XI. Theophrasti epistola ad erasmum roterodamum (S. 339). X. Erasmi roterodami responsio (S. 340). XI. Liber de icteritiis. XII. Libri quatuordecim paragraphorum.
- Band 4: In diesem Theil werden gleichfals, wie im Dritten, solche Bücher begriffen, welche von Ursprung, Ursach unnd Heilung der Kranckheiten in Specie handlen. Conrad Waldkirch, Basel 1589 MDZ

I. Von den tartarischen kranckheiten, das ist, von allen geschlechten des steins und grieß oder sandts (S. 9). II. De morbis amentium, daz ist, von den kranckheiten, die den menschen der vernunfft berauben (S. 38). III. De contractubris, das ist, von krummen und lahmen gliedern (S. 93). IV. Von disen folgenden kranckheiten … wassersucht (S. 118) schwindtsucht (S. 125) farbsuchten (S. 132) windtsucht oder colic (S. 138) schlag oder paralyß (S. 147) taubsucht (S. 155) würme (S. 165) stullauf (S. 173) podagra (S. 181) fallende sucht (S. 190) kalt weh (S. 200). V. Vom podagra (S. 246). VI. Andere zwey bücher von podagra (S. 286). VII. Von ursprung, ursach unnd heilung morbi caduci oder epilepsia, das ist der fallenden sucht (S. 317). VIII. De caduco matricis (S. 365).
- Band 5: Conrad Waldkirch, Basel 1589 MDZ

I. Von den bergkranckheiten drey bücher. II. Theorica schemata seu typi, de morbis aliquot generaliter agentes … (S. 74). III. Practicae particularis sive curationis morborum tartareoerum (S. 100). IV. Ettliche consilia medica. Item regimina morborum (S. 104). V. Ettliche fragmenta (S. 133). VI. His adiunximus … (S. 320).
- Band 5a: Appendix deß fünfften Theils Operum Theophrasti. Conrad Waldkirch, Basel 1589 MDZ

I. Außlegung … aphorismorum hippocratis II. Unterricht vom aderlassen – vom schrepffen. III. De urinis, de pulsibus … IV. De modo pharmacandi …
- Band 6: In diesem Tomo seind begriffen solche Bücher, in welchen deß mehrer theils von Spagyrischer Bereitung Natürlicher dingen, die Artzney betreffend, gehandelt wirt. Item, ettliche Alchimistische Büchlin, so allein von der Transmutation der Metallen tractiren. Conrad Waldkirch, Basel 1590 MDZ

I. Archidoxis. II. De renovatione & restauratione (S. 100). III. De longa vita / teutsch (S. 115). IV. De longa vita / latine (S. 137). V. Fragmenta der bücher de longa vita (S. 198). VI. De praeparationobus (S. 212). VII. Proceß den spiritum vitrioli zu machen (S. 253) VIII. De natura rerum (S. 255) De generationibus (S. 258) – de crescentibus (S. 267) – de conservationibus (S. 270) - de vita (S. 277) - de morte (S. 281) - de resuscitatione (S. 293) – de transmutationibus (S. 300) – de separationibus (S. 313) – de signaturis (S. 329) rerum naturalium. IX. De tinctura physicorum (S. 363).
Zusätze: I. Das vexierbuch (S. 375). II. Thesaurus alchimistarum (S. 396). III. De cementis (S. 402) - de gradationibus (S. 411).
Weitere Zusätze: I. Das manual de lapide philosophorum (S. 421). II. Ratio extrahandi ex omnibus metallis mercurium, sulphur & crocum (S. 437).
- Band 7: In diesem Theil sind verfasset die Bücher, in welchen fürnemlich die Kräfft, Tugenden und Eigenschafften Natürlicher dingen, auch derselben Bereitdungen, betreffent die Artzney, beschriben, werden. Conrad Waldkirch, Basel 1590 MDZ

I. Intimatio theophrasti, basileae publicata … II. De gradibus rerum naturalium & compositionibus remediorum … (S. 1). III. Herbarius … (S. 61). IIII. Von den natürlichen dingen … (S. 109). V. Vom terpentin (S. 210) – vom honig (S. 222). VI. De xylohebeni (S. 233) – de curatione rupturae (S. 235) – de mumia (S. 236). VII. Scholia in macri quaedam poëmata de virtutibis herbarum (S. 237). VIII. Liber principiorum, in welchem tractirt wird von schlangen, krötten, spinnen, regenwurmen, krebsen zc. (S. 278). IX. De thermis (S. 296). X. Von bad pfeffers ein besonders büchlein (S. 327).
Fragmenta und schedulae. I. De gradibus & compositionibus (S. 345). II. Scholia in libros de gradibus (S. 357). III. Ettliche fragment (S. 390). IV. Fragmanta aliquot de r herbaria (S. 406). V. De thermis fünff fragmenta (S. 429).
- Band 8: In diesem Tomo (welcher der Erste unter den Philosophischen) werden solche Bücher begriffen, darinnen fürnemlich die Philosophia de Generationibus & Fructibus quatuor Elementorum beschrieben wirdt. Conrad Waldkirch, Basel 1590 MDZ

II. Philosophiae ad athenienses (S. 1). II. Ex anatomico opera theophrasti (S. 48). III. Philosophiae de generationibus & fructibus quatuor elementorum (S. 54). IV. Philosophiae de generatione hominis (S. 160). V. De meteoris (S. 177). VI. Ein anders opusculum de meteoris (S. 250). VII. Noch ein anders buch meteorum (S. 278). VIII. De generatione metallorum & mineralium (S. 334).
- Band 9: Diser Tomus (welcher der Ander unter den Philosophischen) begreifft solcher Bücher, darinnen allerley Natürlicher und Ubernatürlicher Heymligkeiten Ursprung, Ursach, Wesen und Eigenschafft, gründtlich und warhafftig beschriben werden. Conrad Waldkirch, Basel 1591 MDZ

I. … de nymphis, sylphis, pygmaeis & salamandris (S. 45) … (S. 1). II. … de homunculis & monstris (S. 311) … III. Philosophia occulta (S. 329). IV. De imaginibus, das ist, von allerley bildtwerck und figuren (S. 369). V. Philosophia theophrasti (S. 394). VI. Vom fundament und ursprung der weißheit und künsten (S. 13). VII. Ettliche fragmenta (S. 447).
- Band 10: Dieser Theil (welcher der Dritte unter den Philosophischen Schrifften) begreifft fürnemlich das treffliche Werck Theophrasti, Philosophia Sagax, oder Astronomia Magna genannt: Sampt ettlichen andern Opusculis, und einem Appendice. Conrad Waldkirch, Basel 1591 MDZ

I. Philosophia sagax oder astronomia magna. II. Ein ander kurtzes astronomisches buch (S. 398). III. Practica in scientiam divinationis (S. 434). IV. Ein ander compendium, oder erklärung der natürlichen astronomey (S. 468). V. Ettliche fragmenta und schedulae (S. 480).
Appendix des zehenden theils. I. Das buch azoth genannt, oder, de ligno & linea vitae. II. Archidoxeos magicae (S. 67). III. Außlegung dreyssig magischer figuren … (S. 139). IV. Prognostication … auff 24. jahr (S. 190). V. Ein ander kurtze prognostication (S. 228). VI.
- Johannes Huser (Hg.) Chirurgische Bücher und Schriften. Lazarus Zetzner, Straßburg 1605 MDZ 1618 MDZ